# Tony Petrucciani
Antoine Alexandre Joseph „Tony“ Petrucciani (* 4. November 1936 in Toulon) ist ein französischer Jazzgitarrist.

## Leben und Wirken
Petrucciani stammt aus einer neapolitanischen Familie; auch sein Vater war Gitarrist. Beeinflusst von Wes Montgomery, Barney Kessel und Joe Pass arbeitete er zunächst als Lagerverwalter für die amerikanische Luftwaffe bei Orange und spielte am Feierabend mit Freunden Jazz. Mit seiner Frau Anne hat er drei Söhne namens Philippe (* 1957), Louis (* 1958) und Michel Petrucciani (1962–1999), die er alle musikalisch förderte und denen er selbst Jazzunterricht erteilte. 1971 gründete er eine Musikalienhandlung in Montélimar. Seit Mitte der 1970er Jahre trat er mit seinen Söhnen im Süden Frankreichs auf und spielte ab 1982 mehrere Alben mit ihnen und wechselnden Besetzungen ein. 
Er leitet eine Jazzschule in Carnoules und tritt mit seinem eigenen Quartett auf.

## Diskographische Hinweise
- Petrucciani Trio Darn That Dream (Celluloid 1982, mit Michel und Louis Petrucciani)
- Louis Petrucciani Loui's Blues (Disque de Jazz 1989, mit Horace Parlan, Sangoma Everett)
- Tony Petrucciani Nuages (Anaîs Record 1991, mit Alain Jean-Marie, Louis Petrucciani, Charles Bellonzi)
- Michel Petrucciani & Tony Petrucciani Conversation (Disques Dreyfus 2001, rec. 1992)
- Trio Petrucciani Sarah (Voies Nouvelles 2007 mit Philippe und Louis Petrucciani)